# Lure of the Temptress
Lure of the Temptress (auf Deutsch etwa Die Verlockungen der Verführerin) ist ein Point-and-Click-Adventure des britischen Entwicklers Revolution Software. Es wurde im Juni 1992 durch Virgin Interactive (Europa) und Konami (Nordamerika) für die Heimcomputer Commodore Amiga und Atari ST sowie PCs mit dem Betriebssystem MS-DOS veröffentlicht.

## Handlung
Der Spieler übernimmt die Rolle von Diermot, einem jungen Bauern, der der königlichen Jagdgesellschaft als Treiber dient. Eines Nachts überbringt ein Bote dem König die Nachricht, dass in der weit entfernten Stadt Turnvale eine Rebellion unter Führung der Zauberin Selena ausgebrochen sei. Der königliche Tross bricht sofort auf, ungewollt ist Diermot Teil des Zuges. In Turnvale angekommen erweist sich die Nachricht als Falle: Statt auf rebellische Bauern zu treffen, werden die Männer des Königs von menschenfressenden Skorl niedergemacht, die unter der Herrschaft Selenas stehen. Der König stirbt im Gefecht. Diermot fällt während der Schlacht vom Pferd, schlägt sich den Kopf an und wird bewusstlos. Die Skorl bringen ihn in das Gefängnis der von ihnen beherrschten Stadt Turnvale. Dort kommt Diermot zu sich, und der Spieler übernimmt die Kontrolle über das Geschehen.
Mit Hilfe des Mitgefangenen Ratpouch entkommt Diermot aus dem Gefängnis. In Turnvale muss er sich orientieren und unterscheiden lernen zwischen Personen, die sich mit den Skorl arrangiert haben und solchen, die verdeckt Widerstand leisten. Im weiteren Verlauf des Spiels ermittelt Diermot, dass ein in einer Höhle in der Nähe der Stadt schlafender Drache bei der Befreiung Turnvales Hilfe leisten kann. Nachdem er den Drachen aus seinem Schlaf erweckt hat, erläutert dieser, dass die Stadt Turnvale von einem Dämonen beherrscht wird, der sich der Gestalt Selenas bemächtigt hat. Der Drache rüstet Diermot mit dem verzauberten Edelstein „Eye of Gathryn“ aus, mit dessen Hilfe Selena schließlich besiegt werden kann.

## Spielprinzip
Lure of the Temptress ist ein 2D-Point-and-Click-Adventure. Die Örtlichkeiten des Spiels, über 50 an der Zahl, werden als handgezeichnete Standbilder dargestellt, die teilweise animiert sind. Mit der Maus kann der Spieler die aus Sprites bestehende Spielfigur Diermot durch die Örtlichkeiten bewegen und mit den Maustasten Aktionen einleiten, die den Spielcharakter mit seiner Umwelt interagieren lassen. Diermot kann so Gegenstände finden, sie auf die Umgebung oder andere Gegenstände anwenden und mit NPCs kommunizieren. Alternativ zur Maussteuerung wurde eine Steuerung des Cursors über die Tastatur implementiert. Die Kommunikation mit NPCs verläuft über ein Single-Choice-Verfahren. Der Spieler kann NPCs auch Befehle und sogar Befehlsketten erteilen, die vom NPC nacheinander abgearbeitet werden, was in begrenztem Umfang auf Kooperation bestehende Puzzles ermöglicht. Im letzten Drittel und ganz am Ende des Spiels wurden zwei kleine Kampfeinlagen implementiert, die der Spieler mit Geschicklichkeit meistern muss.

## Entwicklungsgeschichte
1990 beschlossen Charles Cecil und Tony Warriner, die sich als Spieledesigner bei Artic Computing kennengelernt hatten, sich selbstständig zu machen. Gemeinsam mit David Sykes und Noirin Carmody (mittlerweile Cecils Ehefrau) gründeten sie Revolution Software. Cecil hatte bereits für Artic an Adventures gearbeitet, und so sollte auch das erste Revolution-Projekt in diesem Genre beheimatet sein. Cecils Ziel war es, ein Spiel zu schreiben, das sich selbst nicht ernst nimmt, aber eine ernste Hintergrundgeschichte hat. Der Name des Spiels hat keinen ernsthaften Hintergrund, sondern wurde von der Marketing-Leiterin des designierten Publishers Mirrorsoft aus einer Reihe von Vorschlägen ausgewählt. Zu diesem Zeitpunkt sah das Spieldesign noch keine Zauberin vor, sodass die Rolle von Selena nachträglich ins Script integriert werden musste. Mirrorsoft gewährte Revolution hierfür rund vier Monate zusätzliche Entwicklungszeit, was sich als Glücksgriff für die Entwickler herausstellte, weil Mirrorsoft während dieser Zeit in Konkurs ging. Der Name der Stadt, in der Lure of the Temptress spielt, ist der ursprüngliche Name des Entwicklerstudios, das kurz nach seiner Gründung von Turnvale in Revolution umbenannt wurde.
Für das erste Projekt der Firma wurde die Virtual-Theatre-Engine programmiert, die insbesondere ein vom Spielgeschehen unabhängiges Agieren von NPCs ermöglichte, was zum damaligen Zeitpunkt noch von keinem anderen Spiel geleistet wurde. Virtual Theatre ermöglichte außerdem die Verkettung von Befehlen an NPCs, eine Technik, die sich die Revolution-Programmierer bei Textadventures abgeschaut hatten. Die musikalische Untermalung des Spiels wurde von Richard Joseph gestaltet. Dave Gibbons erstellte die Hintergrundgrafiken. Das Handbuch enthält auf jeder Seite eine Abbildung eines Charakters aus dem Spiel. Die Abbildungen müssen an einer Stelle im Spiel den jeweiligen Seitenzahlen zugeordnet werden, was den Kopierschutz des Spiels darstellt.
Die Entwicklung von Lure of the Temptress kostete ca. 20.000 britische Pfund. Die Finanzierung erfolgte ursprünglich durch Mirrorsoft, die jedoch wenig später Konkurs anmelden mussten. Die Veröffentlichung erfolgte schließlich durch Virgin Interactive. Die erste erschienene Fassung war die für PCs; Versionen für Amiga und ST folgten.
Im April 2003 stellte Revolution Software Lure of the Temptress der Allgemeinheit als Freeware zur Verfügung. Das Spiel kann von Nutzern der Online-Vertriebsplattform GOG.com kostenlos heruntergeladen werden. Verwendet wird dabei die Interpretersoftware ScummVM, so dass das Spiel auf modernen Windows-PCs sowie unter Linux und Mac OS lauffähig ist.

## Rezeption
Lure of the Temptress erzielte zum größten Teil positive Bewertungen.
Der Amiga Joker lobte vor allem das komplexe System der Interaktion mit NPCs und bezeichnete das Spiel als „rundum überzeugendes Debut-Abenteuer“, an dem lediglich die Farbarmut der Grafiken kritisiert wurde. Die ASM verlieh Lure of the Temptress die Auszeichnung „Spiel des Monats“, stellte die Story sowie die Atmosphäre heraus, „in der man die reale Welt völlig vergißt“, und fand lediglich die Steuerung kritisierenswert. Die Power Play hob die Charaktertiefe der NPCs hervor und kritisierte deren erratisches Umherlaufen in den Örtlichkeiten sowie eine unnötige Actioneinlage am Spielende.
Das US-Magazin Computer Gaming World lobte den Humor des Spiels und die atmosphärische Grafik, kritisierte aber den geringen Umfang.